# Кисіль Сергій Олександрович
Сергій Олександрович Кисіль (нар. 27 березня 1971, Кзил-Орда, КазРСР, СРСР) — російський воєначальник, генерал-лейтенант. Командувач 1-ї гвардійської танкової Червонопрапорної армії (з 2018).

## Біографія
Народився 27 березня 1971 року в м. Кизил-Орда Кизил-Ординської області. На військовій службі з 1990 року.
Закінчив Ташкентське вище танкове командне ордена Леніна училище імені двічі Героя Радянського Союзу маршала бронетанкових військ П. С. Рибалко (1993), Загальновійськову орденів Леніна та Жовтневої Революції, Червонопрапорну, ордена Суворова академію імені М. В. Фрунзе Збройних Сил Російської Федерації (2002), Військову ордена Леніна Червонопрапорну орденів Суворова та Кутузова академію Генерального штабу Збройних Сил Російської Федерації (2016).
Пройшов посади від командира танкового взводу до командира 19-ї окремої мотострілецької Воронезько-Шумлінської Червонопрапорної, орденів Суворова та Трудового Червоного Прапора бригади (2010—2014).
Військове звання генерал-майор присвоєно у червні 2013 року.
З 2016 по 2018 рік — начальник штабу — перший заступник командувача 20-ї гвардійської загальновійськової Червонопрапорної армії.
У квітні 2018 року призначений командувачем 1-ї гвардійської танкової Червонопрапорної армії.
Указом Президента Росії від 20 лютого 2020 року присвоєно військове звання генерал-лейтенант.
Під час вторгнення в Україну віддав українській армії понад 50 машин і 35 танків.
Учасник бойових дій.
Одружений, виховує сина.

## Нагороди
- Орден «За заслуги перед Батьківщиною» IV ступеня з мечами
- Орден Жукова,
- Два ордени Мужності
- Орден «За військові заслуги»,
- Медаль Суворова,
- Медалі РФ.